# Ruperta Lichtenecker

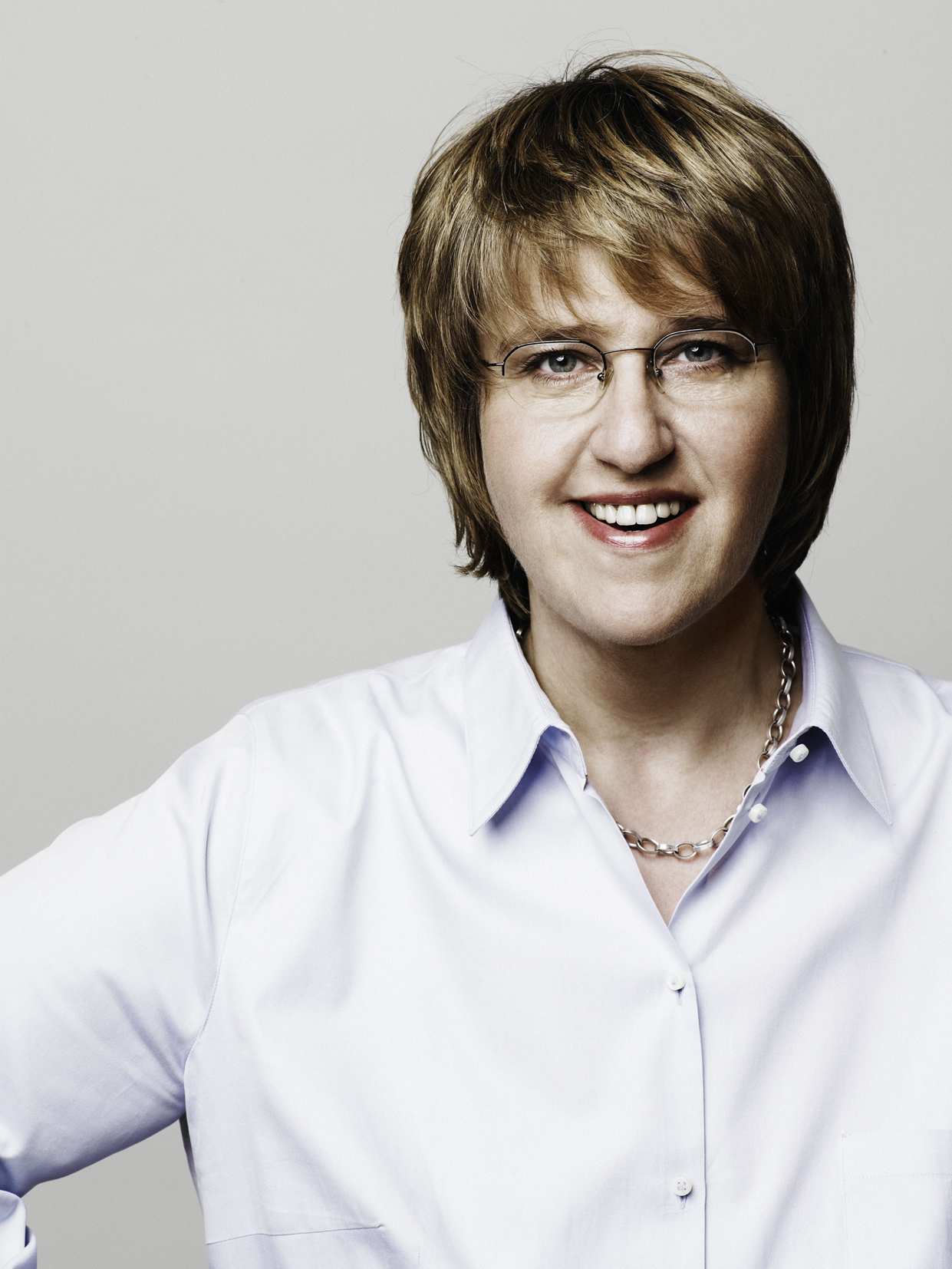
Ruperta Lichtenecker

Ruperta Lichtenecker (* 21. Juni 1965 in Bad Zell, Mühlviertel) ist eine österreichische Politikerin (Die Grünen). Zwischen 2003 und 2006 war sie Mitglied des österreichischen Bundesrates. Von 30. Oktober 2006 bis 8. November 2017 war Lichtenecker Abgeordnete im österreichischen Nationalrat.

## Leben
Sie studierte Volkswirtschaft an den Universitäten Linz und Wien und promovierte 1994. Von 1996 bis 2001 arbeitete sie als Sozialpädagogin. Seit 2002 ist sie Universitätsassistentin an der Johannes Kepler Universität Linz, Institut für Volkswirtschaftslehre, Abteilung für Wirtschaftspolitik.
Ihre politische Laufbahn begann 1991 im Landesvorstand der Grünen Bildungswerkstatt Oberösterreich und des Landesparteivorstandes der Grünen. 2000 wurde sie Mitglied des erweiterten Bundesvorstandes der Grünen.
Im Juni 2017 wurde sie zur Spitzenkandidatin der Liste der oö. Grünen für die Nationalratswahl 2017 gewählt.
Ab November 2018 leitete sie das Regierungsbüro von Landesrat Rudi Anschober. Im Jänner 2020 wurde sie dessen stellvertretende Kabinettschefin im Sozialministerium. Im Zuge der COVID-19-Pandemie wurde sie in die Coronavirus-Taskforce im Gesundheitsministerium berufen.

## Veröffentlichungen
- Elemente und Allokationsverfahren für die nachhaltige Entwicklung der Wasserressourcen. Lang, Frankfurt [u. a.] 1996, ISBN 3-631-49968-X (Dissertation)
- mit Gudrun Salmhofer (Hrsg.): Gender budgeting. Theorie und Praxis im internationalen Vergleich. Studien-Verlag, Innsbruck/Wien/Bozen 2006, ISBN 3-7065-4046-0

## Auszeichnungen
- 2014: Großes Goldenes Ehrenzeichen für Verdienste um die Republik Österreich
- 2023: Goldenes Ehrenzeichen des Landes Oberösterreich[5][6]